# Lądowisko Ciechanów
Lądowisko Ciechanów – lądowisko sanitarne w Ciechanowie, w województwie mazowieckim, położone przy ul. Powstańców Wielkopolskich 2. Przeznaczone jest do wykonywania startów i lądowań śmigłowców sanitarnych i ratowniczych w dzień i w nocy o dopuszczalnej masie startowej do 5700 kg. 
Zarządzającym lądowiskiem jest Specjalistyczny Szpital Wojewódzki Samodzielny Publiczny Zakład Opieki Zdrowotnej. W roku 2013 zostało wpisane do ewidencji lądowisk Urzędu Lotnictwa Cywilnego pod numerem 189
Prace budowlane lądowiska rozpoczęto latem 2012.